# Соц, Виктор Петрович
Виктор Петрович Соц (род. 11 мая 1958, Сталино, Украинская ССР) — советский тяжелоатлет, чемпион СССР (1981), двукратный чемпион Европы (1981, 1982), двукратный чемпион мира (1981, 1982). Заслуженный мастер спорта СССР (1981).

## Биография
Родился 11 мая 1958 года в городе Сталино (ныне Донецк). Начал заниматься тяжёлой атлетикой в возрасте 14 лет под руководством Петра Алаева. В 1977 и 1978 годах становился серебряным призёром чемпионатов мира среди юниоров.
Наиболее значимых успехов добивался в начале 1980-х годов. В 1981 году после победы на чемпионате СССР был включён в состав сборной страны на чемпионате мира и Европы в Лилле, где уверенно выиграл золотые награды, обойдя ближайшего конкурента из Чехословакии Бруно Матикевича на 15 кг. В 1982 году на чемпионате СССР не смог реализовать ни одной попытки в рывке, но установил новый мировой рекорд в толчке (237,5 кг) и получил возможность выступить на чемпионате мира и Европы в Любляне. Эти соревнования сложились для Виктора Соца драматично. После рывка он уступал своему соотечественнику Юрию Захаревичу 5 кг, смог отыграть это отставание в толчке и, уже защитив чемпионский титул, при выполнении третьего подхода получил тяжёлую травму спины. В 1980-1982 установил 7 рекордов Мира.
Впоследствии эта травма стала хронической и не позволяла полноценно тренироваться, поэтому в 1984 году Виктор Соц принял решение завершить свою спортивную карьеру.
В 1985—1989 годах работал на одной из шахт Донецкого угольного бассейна. В дальнейшем занимался предпринимательской деятельностью. В 2002—2014 годах работал на кондитерской фабрике «АВК».